# El Campanario, Chiapas
El Campanario är en ort i Mexiko.   Den ligger i kommunen Pueblo Nuevo Solistahuacán och delstaten Chiapas, i den sydöstra delen av landet, 700 km öster om huvudstaden Mexico City. El Campanario ligger 1 709 meter över havet och antalet invånare är 142.
Terrängen runt El Campanario är kuperad åt sydväst, men åt nordost är den bergig. Runt El Campanario är det ganska tätbefolkat, med 80 invånare per kvadratkilometer. Närmaste större samhälle är Pueblo Nuevo Jolistahuacan, 2,0 km väster om El Campanario. Omgivningarna runt El Campanario är en mosaik av jordbruksmark och naturlig växtlighet.